# Abakus (wyposażenie wnętrz)
Abakus (z stgr. ἄβαξ abax) – nazwa używana w starożytności grecko-rzymskiej w wielorakim znaczeniu.
Określano tak prostokątne płyty i tablice służące jako stoły bufetowe i ozdobne, jako płyty do gier towarzyskich, a także jako tablice rysunkowe i rachunkowe albo panele przeznaczone do wykładania ścian. W architekturze klasycznej termin ten określał czworoboczną płytę oddzielającą głowicę kolumny od belkowania.